# Karol Beck
Karol Beck (Zvolen, 3 de Abril de 1982) é um tenista profissional eslovaco, Beck, ja alcançou o 36° degrau na lista da ATP, em 2005, porém, em 2006 foi pego no antidoping, tomou uma punição de dois anos, e só voltou em 2008, e desde então recuperando seu ranking pós punição, ele pertence a Equipe Eslovaca de Copa Davis.
Encerrou o ano de 2011 como o número 101 do mundo.

## ATP Tour Finais

### Simples: 1 (0–1)
| Legenda                           |
| --------------------------------- |
| Grand Slam (0–0)                  |
| ATP World Tour Finals (0–0)       |
| ATP World Tour Masters 1000 (0–0) |
| ATP World Tour 500 Series (0–0)   |
| ATP World Tour 250 Series (0–1)   |

| Resultado | N. | Data            | Campeonato             | Piso        | Oponente        | Placar   |
| --------- | -- | --------------- | ---------------------- | ----------- | --------------- | -------- |
| Vice      | 1. | 25 Outubro 2004 | St. Petersburg, Rússia | Carpete (i) | Mikhail Youzhny | 2–6, 2–6 |

### Dupla: 2 (0–2)
| Legenda                           |
| --------------------------------- |
| Grand Slam (0–0)                  |
| ATP World Tour Finals (0–0)       |
| ATP World Tour Masters 1000 (0–0) |
| ATP World Tour 500 Series (0–0)   |
| ATP World Tour 250 Series (0–2)   |

| Resultado | N. | Data             | Campeonato                  | Piso  | Parceiro    | Oponentes                          | Placar              |
| --------- | -- | ---------------- | --------------------------- | ----- | ----------- | ---------------------------------- | ------------------- |
| Vice      | 1. | 7 Fevereiro 2010 | Johannesburg, África do Sul | Duro  | Harel Levy  | Rohan Bopanna Aisam-ul-Haq Qureshi | 2–6, 6–3, [10–5]    |
| Vice      | 2. | 13 Junho 2010    | Londres, Reino Unido        | Grama | David Škoch | Novak Djokovic Jonathan Erlich     | 6–7(8), 6–2, [10–3] |